# Vénuste Niyongabo
Vénuste Niyongabo (Vugizo, 9 dicembre 1973) è un ex mezzofondista burundese, primo campione olimpico nella storia del suo paese.

## Biografia
Dopo un argento iridato juniores nel 1992, debuttò professionisticamente ai Mondiali del 1993 a Stoccarda, venendo eliminato in semifinale dei 1500 m piani.
Nel 1995 ai Mondiali di Göteborg vinse il bronzo nei 1500 m, dietro a Noureddine Morceli ed Hicham El Guerrouj.
Nel 1996 era tra i favoriti dei 1500 metri dell'Olimpiade di Atlanta ma si spostò sui 5000 metri poiché decise di lasciare la gara a lui più congeniale al connazionale Dieudonné Kwizera che si era recato ai Giochi solo come allenatore. Kwizera non aveva potuto prendere parte alle edizioni precedenti poiché prima di allora il Burundi non aveva ancora un Comitato Olimpico. Niyongabo, a sorpresa, vinse la gara e regalò al Burundi il suo primo oro olimpico.
Successivamente, alcuni infortuni ne diminuirono il rendimento e a Sydney 2000 non riuscì a difendere il titolo olimpico dei 5000 metri, venendo eliminato in semifinale.
Residente in Italia da tempo, vive a Bologna, dove allena giovani atleti per conto di Virtus Atletica Bologna e lavora per la Nike.

## Record nazionali

### Seniores
- 1 500 metri piani: 3'29"18 ( Bruxelles, 22 agosto 1997)
- 1 500 metri piani indoor: 3'33"17 ( Liévin, 22 febbraio 1998)
- Miglio: 3'46"70 ( Berlino, 26 agosto 1997)
- 2 000 metri piani: 4'48"69 ( Nizza, 12 luglio 1995)
- 2 000 metri piani indoor: 4'54"76 ( Liévin, 18 febbraio 1996)
- 3 000 metri piani: 7'34"03 ( Colonia, 16 agosto 1996)
- 3 000 metri piani indoor: 7'37"82 ( Birmingham, 25 febbraio 1995)
- 5 000 metri piani: 13'03"29 ( Saint-Denis, 3 giugno 1996)

## Palmarès
| Anno | Manifestazione    | Sede      | Evento        | Risultato  | Prestazione | Note |
| ---- | ----------------- | --------- | ------------- | ---------- | ----------- | ---- |
| 1992 | Mondiali juniores | Seul      | 800 m piani   | 4º         | 1'47"28     |      |
| 1992 | Mondiali juniores | Seul      | 1 500 m piani | Argento    | 3'38"59     |      |
| 1993 | Mondiali indoor   | Toronto   | 1 500 m piani | Batteria   | 3'48"92     |      |
| 1993 | Mondiali          | Stoccarda | 1 500 m piani | Semifinale | 3'42"34     |      |
| 1995 | Mondiali          | Göteborg  | 1 500 m piani | Bronzo     | 3'35"56     |      |
| 1996 | Giochi olimpici   | Atlanta   | 5 000 m piani | Oro        | 13'07"96    |      |
| 1999 | Mondiali          | Siviglia  | 1 500 m piani | Batteria   | 3'41"87     |      |
| 2000 | Giochi olimpici   | Sydney    | 5 000 m piani | Batteria   | 13'49"57    |      |

## Altre competizioni internazionali
1993
- Bronzo al Memorial Van Damme ( Bruxelles), miglio - 3'54"71

1994
- Argento alla Grand Prix Final ( Parigi), 1 500 m piani - 3'41"72
- Oro ai Bislett Games ( Oslo), miglio - 3'48"94
- Oro all'Herculis ( Monaco), 1500 m piani - 3'32"25
- Oro al Memorial Van Damme ( Bruxelles), 1500 m piani - 3'34"35
- Oro al Golden Gala ( Roma), 1500 m piani - 3'35"10

1995
- Argento alla Grand Prix Final ( Monaco), 3 000 m piani - 7'35"91
- Oro al Golden Gala ( Roma), 2000 m piani - 4'54"02
- Oro ai Bislett Games ( Oslo), 1500 m piani - 3'30"78
- Oro al Memorial Van Damme ( Bruxelles), 1500 m piani - 3'31"68

1996
- Argento al Bauhaus-Galan ( Stoccolma), 1500 m piani - 3'30"09

1997
- Bronzo alla Grand Prix Final ( Fukuoka), miglio - 4'04"95
- Oro al Rieti Meeting ( Rieti), 2000 m piani - 4'49"00
- Argento al Memorial Van Damme ( Bruxelles), 1500 m piani - 3'29"18
- Argento all'Herculis ( Monaco), 1500 m piani - 3'30"47